# Erwan Dianteill
Erwan Dianteill, né en 1967 à Brest, est un anthropologue et sociologue français.

## Biographie
Ancien élève de l'ENS Paris-Saclay, agrégé de sciences sociales, il fait sa thèse de doctorat à l'Université Paris-Nanterre et à l'ENS Paris-Saclay sous la direction de l'historienne et anthropologue Carmen Bernand.
Erwan Dianteill a enseigné à l’EHESS en tant que Maître de Conférences avant d'être nommé, en 2008, Professeur d’anthropologie à Université Paris Cité, où il a dirigé deux fois le département de sciences sociales au sein de la Faculté de Sciences humaines et sociales (2010-2012, 2018-2024). En tant que professeur invité, il a également enseigné à l'université de Californie (Santa Barbara), à l'université Tulane (La Nouvelle-Orléans), à l'université Nationale du Honduras, à l'Université de Buenos Aires, à l'université de Vienne, à l'université du Salento et à l'université Harvard. Il a été deux fois lauréat senior de l'Institut universitaire de France, en 2012 puis en 2023. Il fait partie de la promotion des Fellows du Hutchins research center de Harvard University en 2024-2025. 
Il a été le premier directeur du Canthel (Centre d'anthropologie culturelle), qu'il a dirigé de 2010 à 2018. Il a créé avec Francis Affergan la revue d'anthropologie culturelle cArgo.
Erwan Dianteill a publié une centaine de publications scientifiques (validées par comité de lecture), dont dix ouvrages et seize volumes collectifs en tant que coordinateur scientifique.
Son ouvrage L'Oracle et le Temple - De la géomancie médiévale à l'Église d'Ifa (Nigeria, Bénin) a reçu le Prix d'Histoire des Religions (Fondation Pierre-Antoine Bernheim) de l'Académie des Inscriptions et Belles-Lettres - Institut de France en 2025. Il s'agit du premier ouvrage sur l'Afrique à recevoir ce prix.

## Anthropologie des religions
Ses recherches portent sur les théories anthropologiques et sociologiques de la religion, sur les relations entre pouvoir politique et pouvoir religieux, sur les ressorts symboliques de la domination et de la résistance. Il mène des enquêtes sur les cultures afro-américaines (Cuba, États-Unis, Brésil), sur l'évolution des religions autochtones en Afrique Occidentale (Bénin) et sur les nouveaux christianismes.
Son ouvrage sur la santeria cubaine (Des dieux et des signes, 2000 ; Dioses y signos, 2019), et en particulier l'étude très précise de l'émergence d'une tradition écrite au sein de cette religion afro-cubaine, est une "référence incontournable" dans le domaine. Selon Roberto Motta, spécialiste des religions africaines au Brésil, ce livre est un "véritable traité sur les religions afro-cubaines (...) Il n'y a pas un seul Brésilien qui ait un peu fréquenté le Candomblé à Bahia et Rio, ou le Xangô à Recife, qui ne puisse se retrouver dans les gens, dans les temples, dans les rituels, dans les initiations décrites ici, et dans l'enthousiasme d'Erwan Dianteill." Pour Bertrand Hell, il s'agit d'un "ouvrage majeur", qui "privilégie une méthode singulière combinant analyse classique d’entretiens, de textes et de données chiffrées avec un investissement religieux personnel", tout en renouvelant "le regard anthropologique posé sur les religions afro-cubaines et, plus largement, sur tous les systèmes de communication avec les esprits"
En outre, Dianteill est l'un des rares chercheurs à avoir étudié les églises spirituelles afro-américaines de La Nouvelle-Orléans, qui intègrent des éléments catholiques, protestants et une influence du vaudou sous-jacente.
Il a aussi montré comment, en se créolisant, l'Épiphanie catholique est devenu la fête la plus populaire de la ville de Porto-Novo, au Bénin. Son ouvrage sur ce sujet (L'Epiphanie de Porto-Novo : Textes, histoire et ethnologie / Fifanixwe xɔgbonu tɔn : Kinkan, otan kpóɖɔ akɔnúwiwazínzán, 2017) est le premier livre intégralement bilingue en Gun-gbe et en Français.
Depuis 2007, Dianteill conduit également une recherche de terrain à Porto-Novo sur la transformation d’une religion africaine dans la modernité urbaine : le culte de Fa. Il a en particulier établi le lien astrologique de cette forme de divination avec la géomancie médiévale européenne et arabe. En outre, il a retracé l'histoire de l'Eglise d'Ifa depuis sa fondation au début des années 1930 au Nigeria et au Bénin. Cette approche est complétée par une ethnographie précise de la liturgie contemporaine de cette institution religieuse, qui s'est constituée à partir de la mythologie d'Ifa, reprise dans une forme théologique et ecclésiale protestante. L'enquête permet de repenser la question du syncrétisme religieux à nouveaux frais, en reformulant les catégories d'acculturation matérielle et d'acculturation formelle (Roger Bastide).
Les trois ouvrages de Dianteill, sur La Havane dans les années 1990 (Des dieux et des signes, 2000), La Nouvelle-Orléans dans les années 2000 (La Samaritaine noire, 2006) et Porto-Novo dans les années 2010 (L'oracle et le temple, 2024), constituent une trilogie d'anthropologie religieuse afro-atlantique. L'enquête ethnographique et historique s'est en effet développée dans trois villes coloniales et portuaires, insérées dans le commerce triangulaire et lieux de rencontre des civilisations africaines et européennes. La conclusion de L'oracle et le temple rend compte de cet itinéraire et développe une analyse comparative des religions afro-américaines et africaines, entre l'Amérique Latine, l'Amérique du Nord et l'Afrique de l'Ouest. Loin de chercher les origines historiques des religions afro-américaines, il s'agit à l'inverse de prendre pour modèle les processus de transculturation et de créolisation à l'œuvre dans les Amériques coloniales et post-coloniales pour mieux comprendre les transformations des religions africaines contemporaines, dans des environnements urbains, pluriethniques et caractérisés par une grande diversité religieuse. 
Parallèlement à ces enquêtes de terrain, il poursuit en collaboration avec Michael Löwy un travail de relecture critique de l’histoire de l’anthropologie et de la sociologie des religions. 
Dianteill et Löwy ont aussi montré dans leur ouvrage Le Sacré fictif (2017) tout l'intérêt de la fiction littéraire (romans, nouvelles) pour comprendre le phénomène religieux. Selon Yves-Charles Zarka, "on ne saurait trop souligner l’importance de ce livre dans le contexte actuel des sciences sociales. Revenir sur l’apport de la littérature à la compréhension du réel social est indispensable à une époque où la sociologie entend imposer une prétendue scientificité en s’opposant à tout apport venant des récits de fiction, voire à tout apport résultant d’approches conceptuelles, comme celle de la philosophie (..)  On y trouvera ainsi des analyses passionnantes de J. K. Huysmans, Thomas Mann, Bertold Brecht, Jorge Luis Borges, Isaac Bashevis Singer, Umberto Eco et d’autres. À lire absolument.".

## Responsabilités à l'UNESCO
Erwan Dianteill est conseiller pour les sciences humaines et sociales à la Commission Nationale Française de l'UNESCO.
Il a représenté la France au Conseil Intergouvernemental de Gestion des transformations sociales (Management of Social Transformations - MOST), qui comprend 31 États membres de l'UNESCO. Il a été élu Président du Conseil Intergouvernemental MOST en novembre 2019 pour un mandat de deux ans (2019-2021). Il a succédé à ce poste à Wan Azizah Wan Ismail, Vice-Première Ministre de la Malaisie.
Il était précédemment Vice-Président du Conseil Intergouvernemental MOST, représentant de l'Europe occidentale et de l'Amérique du Nord (2016-2019).
Erwan Dianteill (Université de Paris, Président du conseil intergouvernemental MOST) et Ndri Thérèse Assié Lumumba (Cornell University, Présidente du conseil scientifique MOST) ont été les organisateurs du colloque mondial sur les sciences sociales face à la pandémie de COVID 19, réunissant des chercheurs de 19 pays membres de l'UNESCO (21-22 octobre 2021).
Les actes de cette conférence historique ont été publiés en 2024 par l'UNESCO, sous la direction d'Erwan Dianteill et Ndri Th. A. Lumumba : "Preparing for the next pandemic leveraging social and human sciences for crisis: lessons from COVID-19".

## Ouvrages
- L'Oracle et le Temple - De la géomancie médiévale à l'Eglise d'Ifa (Nigeria, Bénin). Genève, Labor & Fides, 2024, 336 p.
- Dioses y signos: Iniciación, escritura y adivinación en las religiones afrocubanas, Madrid, Ediciones de la Universidad Complutense, 2019, 470 p., préface de Carmen Bernand. (édition augmentée, revue et corrigée de l'ouvrage publié en français en 2000).
- Le sacré fictif. Sociologies et religion, approches littéraires, Paris, Éditions de l'Éclat, collection "Philosophie imaginaire", 2017 (avec Michael Löwy).
- L'Épiphanie de Porto-Novo, Textes, histoire et ethnologie / Fifanixwe xɔgbonu tɔn : Kinkan, otan kpóɖɔ akɔnúwiwazínzán, Editions des Lagunes, Porto-Novo & Paris, 2017 ; 2e édition revue et corrigée, 2018  (ISBN 978-99919-7166-7), préface de Paulin Hountondji.
- Eshu, dieu d'Afrique et du Nouveau Monde, Paris, Larousse, collection "Dieux, mythes et héros", 2011 (avec Michèle Chouchan)[23].
- Sociologies et religion III - Approches insolites, Paris, PUF, 2009 (traduit en espagnol) (avec Michael Löwy).
- La Samaritaine noire - Les Églises spirituelles noires américaines de La Nouvelle-Orléans, Paris, Éditions de l'EHESS, 2006[24].
- 100 titres pour la sociologie et l'anthropologie, Paris, ADPF / Ministère des affaires étrangères, 2006  (ISBN 2-914935-73-0)
- Sociologies et religion II - Approches dissidentes, Paris, PUF, 2005 (traduit en espagnol et en arabe) (avec Michael Lôwy)[25].
- Des dieux et des signes - Initiation, écriture et divination dans les religions afro-cubaines, Paris, Éditions de l'EHESS, 2000.
- Le savant et le santero - Naissance de l'étude scientifique des religions afro-cubaines (1906-1954), Paris, L'Harmattan, 1995.

## Direction d'ouvrages collectifs et de numéros spéciaux de revues
- Povos da Amazônia e sua ciência para o equilíbrio da água e da biodiversidade planetária, Curitiba (Paraná, Brésil), Editora CRV, 2023 (avec Maria Soeli Farias-Lemoine, Maria Ludetana Araujo & Arikleyton de Oliveira Ferreira).
- La violence insidieuse - Anthropologie et psychologie de la sorcellerie et du harcèlement moral, Paris, Archives Karéline, 2023 (avec Serena Bindi & Thierry Lamote).
- cArgo, revue internationale d'anthropologie culturelle et sociale, numéro 6-7, dossier L'anthropologie de Georges Balandier, hier et aujourd'hui, 2017 (avec Delphine Manetta).
- Une anthropologie des traverses - L'œuvre de Francis Affergan. Cargo, Revue internationale d'anthropologie culturelle et sociale, numéro hors série (14 articles), 2016.
- Revue Européenne de Sciences Sociales, 2015, 53 (2), dossier Les symboles et les choses (avec Francis Affergan).
- Marcel Mauss, en théorie et en pratique - Anthropologie, sociologie, philosophie, Paris, Archives Kareline, 2014.
- Marcel Mauss – L’anthropologie de l’un et du multiple, Paris, PUF, collection « Débats philosophiques », 2013[26].
- La culture et les sciences de l'homme – Un dialogue avec Marshall Sahlins, Paris, Éditions Archives Karéline, 2012.
- Revue L’Année sociologique, 2012 (2), dossier : Sociologie et anthropologie (avec Francis Affergan).
- Cartographie de l’utopie – L’œuvre de Michael Löwy, Paris, Éditions du Sandre, 2011 (avec Vincent Delecroix).
- Revue Gradhiva, 7, avril 2008, dossier : Le possédé spectaculaire : possession, théâtre et globalisation (avec Bertrand Hell).
- Interpretar la modernidad religiosa – teorías, conceptos y métodos en América Latina y Europa, Montevideo, Ediciones del CLAEH, 2007 (avec N. Dacosta & V. Delecroix).
- Brésil, l'héritage africain (Catalogue de l'exposition au musée Dapper), Paris, Éditions Dapper, 2005 (avec C. Falgayrette-Leveau).
- La modernité rituelle. Rites politiques et religieux des sociétés modernes, Paris, L'Harmattan, 2004 (avec Danièle Hervieu-Léger & Isabelle Saint-Martin).
- Archives de Sciences Sociales des Religions, 117, 2002, dossier : Les religions afro-américaines (avec Marion Aubrée).